# Androcymbium exiguum
Androcymbium exiguum är en tidlöseväxtart som beskrevs av Helmut Roessler. Androcymbium exiguum ingår i släktet Androcymbium och familjen tidlöseväxter.

## Underarter
Arten delas in i följande underarter:
- A. e. exiguum
- A. e. vogelii